# 米軍住宅
米軍住宅（べいぐんじゅうたく）とは、在日米軍の軍人軍属およびその家族が居住する目的で建築された住宅。駐留軍の敷地内に建てられたものと、基地の敷地外に民間の手によって建てられたもの双方を指す。
「米軍ハウス」、「外人住宅」などとも呼ぶが、その場合は日本に返還され一般人の用に供されているケースが多い。
アメリカ軍では"Dependent house"すなわち「扶養家族住宅」と呼ぶ。

## 米軍住宅の歴史
1945年（昭和20年）に日本が第二次世界大戦で敗戦し、アメリカ軍やイギリス軍を中心としたGHQによる日本の占領が始まると、占領実施のために大量の軍人や軍属が日本に常駐するようになった。そうした軍人のなかには、日本国内が比較的平穏に治安されていることもあって、妻子を呼び寄せ家族ぐるみで日本に住まう者も少なくなかった。高級将校は主に華族や資産家の洋式住宅を接収して住んだが、一般には旧日本軍基地跡などに戸建の住宅群が建設されここに住んだ。
その中心となったのは、最も多くの人員を日本に送り込んだアメリカ軍のもので、これら家族向け住宅は概ね各戸80m2 - 100m2クラスの木造平屋建てもしくは2階建てで、数十戸から数百戸単位の街区として建設され余裕ある町造りが成され、「リトル・アメリカ」とでも呼べる風景が広がっていた。
これらの地区は全体が関係者以外立ち入り禁止のフェンスで覆われており、大きな住宅地区ではそれ自体にPX（カミッサリー、基地内売店の意）、レストラン、学校、映画館などの諸施設を有し、独自の上下水道と浄化槽、更に各戸にはセントラルヒーティングをも完備していたことで軍人の家族が何不自由なく過ごせる環境が整えられていた。学校のない地区からは、ある地区へのスクールバスが運行されていた。
こうした住宅は、特に日本が朝鮮戦争の兵站地として機能した1950年代前半にかけて多く利用された。しかし、日本が主権を回復し、さらに朝鮮戦争が終結しアメリカ軍やイギリス軍を中心とした連合国軍の占領規模が縮小・集約されるにつれて、旧軍敷地そのものが多くは自治体へと返還され、これに依って付随する住宅も取り壊されるか権利上の諸問題で廃墟として残存するケースもある。

## 沖縄の外人住宅
沖縄は、日本復帰が1972年と遅かったことや、ベトナム戦争等による米軍人員を収容するための住宅需要が高まり、民間投資によるアメリカ人向けの大規模な土地造成と住宅地建築が行われた。現在も県中部の宜野湾市、北中城村、沖縄市、うるま市、北谷町、読谷村、嘉手納町などには多数の「外人住宅」が存在し、新築物件には主に高級士官、古い物件には下級軍人や軍属および日本人が居住し、独特の街並みと地域社会を形成している。沖縄の外人住宅はその気候的特性により早い時期から鉄筋コンクリート造りとされ、また集合住宅の形態を取るものも多いのが特徴である。

## 米軍住宅の現在

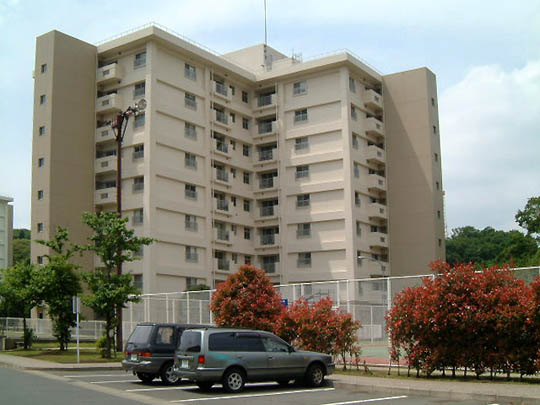
池子住宅地区の高層住宅（ハイライズ）

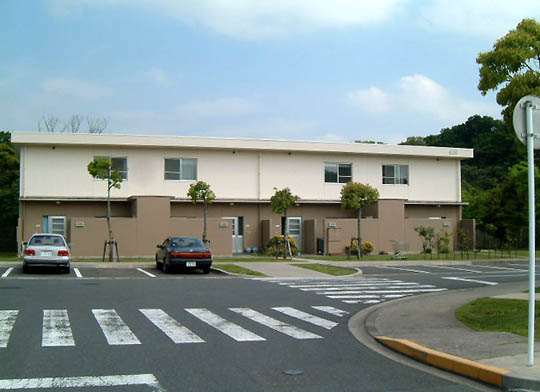
池子住宅地区の低層住宅

現在も日本国内には高層化されたものも併せて一万戸近い米軍住宅があるとされている。こうしたものは日本の「思いやり予算」との絡みや、敷地返還を要望する自治体との軋轢などが、在日米軍問題の中でも多く話題に挙がる状況となっている（別項参照）。
土地ごと返還された住宅の一部には立川基地跡地の様に取り壊されず現在も居住に供されているものもある（残堀川周辺）その日本離れした街区のイメージとも相まって不動産物件としては独特の人気を得ている。

### 現在の米軍住宅地
- 東京都・横田飛行場
- 神奈川県
  - キャンプ座間
  - 相模原住宅地区
  - 根岸住宅地区
  - 池子住宅地区
- 山口県
  - Atago Hills（岩国市）
- 長崎県
  - Dragon Vale Housing（佐世保市平瀬町）
  - 針尾住宅地区（佐世保市針尾島）
- 沖縄県
  - 嘉手納飛行場
  - キャンプ・シールズ
  - キャンプ・バトラー
    - キャンプ・シュワブ
    - キャンプ・ハンセン
    - キャンプ・コートニー
    - キャンプ・マクトリアス
    - キャンプ・レスター
    - キャンプ・フォスター
    - キャンプ・キンザー

### かつての米軍住宅地
宮城県
- 仙台市青葉区川内　旧：キャンプ・センダイ（陸軍） 旧・仙台城二の丸ほか[1]（現・東北大学川内キャンパス）

東京都
- 千代田区隼町　旧：パレスハイツ住宅地区（空軍）
- 千代田区永田町　旧：ジェファーソンハイツ住宅地区（空軍）
- 千代田区霞ヶ関　旧：リンカーンセンター住宅地区（空軍）
- 渋谷区　ワシントンハイツ （空軍）
- 練馬区光が丘　旧：グラントハイツ（空軍）
- 武蔵野市　旧：武蔵野（グリーンパーク）住宅地区（空軍）
- 府中市　旧：府中空軍施設（住宅施設は将校の独身寮と家族住宅）
- 調布市、府中市、三鷹市　旧：関東村住宅地区（ワシントンハイツの代替地）（空軍）
- 昭島市　旧：昭島住宅地区（空軍）
- 立川市、昭島市　旧：立川飛行場（空軍）
- 立川市上砂町、高松町　通称アメリカ村　バンブービレッジ

埼玉県
- 狭山市　旧：ジョンソン基地（入間市にはジョンソン・タウンが所在）（空軍）
- 朝霞市、和光市、新座市　旧：キャンプ・ドレイク（陸軍）

神奈川県
- 横浜市中区山下町　旧：山下公園住宅地区（海軍）
- 横浜市中区新山下町　旧：新山下住宅地区（海軍）
- 横浜市中区山手町　旧：山手住宅地区（海軍）
- 横浜市中区本牧　旧：ベイサイド・コート（海軍）
- 横須賀市長井　旧：長井住宅地区（海軍）

静岡県
- 御殿場市

福岡県
- 福岡市東区西戸崎 旧：キャンプ・ハカタ
- 春日市、大野城市[2]

長崎県
- 佐世保市　旧：名切谷住宅（海軍将校専用。「DRAGON GULCH＝龍の谷」と呼ばれた）[3]

沖縄県
- 那覇市那覇新都心　旧：牧港住宅地区